# Łąki (powiat warszawski zachodni)
Łąki – wieś w Polsce położona w województwie mazowieckim, w powiecie warszawskim zachodnim, w gminie Błonie. Ma status sołectwa.
W latach 1975–1998 miejscowość administracyjnie należała do województwa warszawskiego.